# Charassognathus gracilis
Charassognathus gracilis (лат.) — вид базальных цинодонтов, единственный в роде Charassognathus. Жил в конце пермского периода (вучапинский век) на территории современной ЮАР.
Голотип SAM-PK-K10369 найден в районе Фрейзербурга (ЮАР), представляет собой полный череп, часть позвоночника и скелет одной из правых конечностей. Charassognathus gracilis был некрупным четвероногим хищником: длина черепа — около 5 см, предположительная длина тела — порядка 50 см.
Родовое название Charassognathus образовано от др.-греч. χᾰράσσω — вырезать и γνάθος — челюсть. Название дано в связи с наличием характерной вырезки на венечном отростке нижней челюсти, куда, по-видимому, присоединялась жевательная мышца.